# Cantone di Aureilhan
Il Cantone di Aureilhan è una divisione amministrativa dell'arrondissement di Tarbes.
A seguito della riforma approvata con decreto del 25 febbraio 2014, che ha avuto attuazione dopo le elezioni dipartimentali del 2015, è passato da 4 a 3 comuni.

## Composizione
I 4 comuni facenti parte prima della riforma del 2014 erano:
- Aureilhan
- Bours
- Chis
- Orleix

Dal 2015 i comuni appartenenti al cantone sono i seguenti 3:
- Aureilhan
- Séméac
- Soues